# 異帶重牙鯛
異帶重牙鯛為輻鰭魚綱鱸形目鱸亞目鯛科的其中一種，分布於東大西洋區，從直布羅陀至維德角群島海域，體長可達45公分，棲息在岩石底質海域，屬雜食性，以甲殼類、軟體動物、海藻等為食，可做為食用魚。